# 반 다이크 파크스
반 다이크 파크스(영어: Van Dyke Parks, 1943년 1월 3일 ~ )는 다양한 영화와 텔레비전 사운드트랙을 작곡한 미국의 음악가, 작곡가, 편곡자, 음악 프로듀서이다. 그는 1967년 음반 《Song Cycle》과 브라이언 윌슨, 비치 보이스 (특히 음반 《Smile》)와의 협업으로 가장 잘 알려져 있다. 랜디 뉴먼, 해리 닐슨, 필 오크스, 리틀 피트, 핫피 엔도, 라이 쿠더, 조애나 뉴섬의 음반을 제작하거나 편곡한 것 외에도, 파크스는 시드 스트로, 링고 스타, U2, 그리즐리 베어, 이나라 조지, 킴브라, 수지 윌리엄스, 실버체어와 같은 가수들과 함께 일했다.

## 음반 목록
스튜디오 음반
- Song Cycle (1967)
- Discover America (1972)
- Clang of the Yankee Reaper (1975)
- Jump! (1984)
- Tokyo Rose (1989)
- Fisherman & His Wife (1991)
- Orange Crate Art (1995) (with 브라이언 윌슨)
- Songs Cycled (2013)

라이브 음반
- Moonlighting: Live at the Ash Grove (1998)

컴필레이션 음반
- Idiosyncratic Path: Best Of Van Dyke Parks (1996)
- Arrangements: Volume 1 (2011)
- Super Chief: Music For The Silver Screen (2013)